# Cho Jae-jin
Cho Jae-jin (kor. 조재진; ur. 9 lipca 1981 w Paju) – południowokoreański piłkarz występujący na pozycji napastnika, reprezentant kraju, olimpijczyk z Aten.

## Życiorys
Jest wychowankiem Daeshin High School. W latach 2000–2004 był piłkarzem Suwon Samsung Bluewings. Wraz z tym klubem w 2004 roku zdobył mistrzostwo kraju. Od 1 lutego 2002 do 1 listopada 2003 przebywał na wypożyczeniu w Gwangju Sangmu Phoenix. 1 lipca 2004 odszedł do japońskiego Shimizu S-Pulse. W 2008 roku reprezentował rodzimy Jeonbuk Hyundai Motors, a karierę zakończył w japońskiej Gambie Osaka na przełomie 2009 i 2010 roku.
W reprezentacji Korei Południowej występował w latach 2003–2008. W tym czasie wystąpił m.in. na igrzyskach olimpijskich 2004 w Atenach i mistrzostwach świata 2006 w Niemczech. 28 lipca 2007 zagrał w wygranym po rzutach karnych meczu z Japonią o 3. miejsce na Pucharze Azji, rozegranym w indonezyjskim Palembangu.